# Сувора жінка
«Сувора жінка» — радянський чорно-білий драматичний художній фільм 1959 року, знятий на кіностудії «Білорусьфільм».

## Сюжет
Багато труднощів випало на долю голови сільради Христини Жалюк (Ольга Хорькова) з перших же днів роботи. Перша сесія сільради зривається з вини голови колгоспу Спиридона Жілінки (Гліб Глєбов), що прикинувся хворим і не з'явився на засідання. Дочка Христини Юлька звинувачена у тому, що гинуть телята і відсторонена від роботи. Інтриги плете проти Христини і колишній голова сільради Макар Шульга, який влаштувався тепер в райцентрі. Жалюк виявляє, що Жілінка і Шульга займалися окозамилюванням, завищували врожаї деяких культур. Перевіряти факти за її заявою приїжджає… Шульга. А в цей час у Христини особиста драма. Її чоловік, якого вважали загиблим на фронті героєм, виявляється живим, але нікчемною людиною, що втратила свою честь. На засіданні сільради Шульга виступає з «викриттям». Народ протестує проти спроби обмовити чесну жінку. Не менш драматична доля дочки Христини, Юльки. Полюбила вона на свою біду недолугого Сьомку (Юрій Бєлов), сина самогонщиці Степаниди. Але під впливом Христини та її дочки Семен пориває з матір'ю і йде з її будинку.

## У ролях
- Ольга Хорькова — Христина Жалюк
- Гліб Глєбов — Спиридон Жілінка, голова колгоспу
- Іван Жеваго — Макар Шульга, колишній голова колгоспу
- Олександра Денисова — Степанида
- Юрій Бєлов — Семен
- Інна Виходцева — Юлька
- Костянтин Скоробогатов — Кузьма
- Олена Максимова — Домна
- Леонід Кміт — Платон
- Павло Пекур — Іван Матвійович, вчитель
- Олександр Кістов — Микола Іванович
- Георгій Гумільовський — Кіндрат
- Валентина Ананьїна — Марійка
- Стефанія Станюта — Катерина, дружина Спиридона Жілінки
- Всеволод Тягушев — Іван Петрович
- Валентин Брилєєв — Буров, міліціонер
- Борис Кудрявцев — Олексій Жалюк
- Тетяна Зав'ялова — Таня
- Галина Макарова — колгоспниця
- Володимир Курков — гість на весіллі

## Знімальна група
- Режисер — Йосип Шульман
- Сценарист — Михайло Блістінов
- Оператор — Георгій Вдовенко
- Композитор — Дмитро Лукас
- Художник — Володимир Бєлоусов